# The Hardest Part
«The Hardest Part» —en español: «La parte más difícil»— es una canción de la banda británica Coldplay. Fue escrita por todos los miembros de la banda para su tercer álbum de estudio, X&Y, en el que es la décima pista. Esta balada en la que el piano tiene una gran importancia comienza con una melodía de dos notas para este instrumento, seguida por un ostinato de guitarra eléctrica y acompañada por la batería a un pulso pausado. Se lanzó el 3 de abril de 2006 como el cuarto sencillo del álbum y como una canción sólo disponible en radios en el Reino Unido. Figuró además en la lista Billboard Hot Adult Contemporary Tracks, donde se ubicó en el puesto número 37 e ingresó a las listas de Italia y Nueva Zelanda.
Además, la canción ha sido bien recibida por la crítica y se elogió su estilo musical. Se sacaron a la venta sencillos regionales en Canadá, Europa y Australia y una versión diferente se lanzó en Taiwán. En Estados Unidos y el Reino Unido se comercializaron sencillos promocionales, mientras que su versión internacional estuvo disponible en la última región a partir del 16 de junio de 2006.

## Producción y descripción

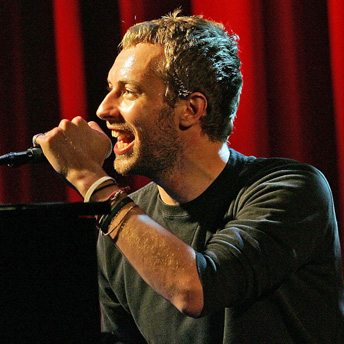
El cantante Chris Martin durante un concierto en Inglaterra.

El anterior sencillo de X&Y, «Talk» fue una especie de tributo hacia la banda alemana Kraftwerk; de igual modo, «The Hardest Part» es un intento de parte de Coldplay de homenajear a la banda estadounidense R.E.M. Cuando durante una entrevista preguntaron el porqué de esto al cantante Chris Martin él contestó: 

«He perdido todo el respeto por la fama, pero no he perdido el respeto por el respeto. Entonces, una cosa genial de ser famoso es que puedo conocer gente que respeto. Nuestra relación [con el cantante de R.E.M Michael Stipe] es similar a la de un perro con su amo. Siempre lo veré desde abajo.»

Coldplay ha sentido que el tema es similar al sencillo de 1991 de la banda «Losing My Religion». «The Hardest Part» no se incluyó en la lista de canciones del álbum en las primeras versiones de este último presentadas a su discográfica Parlophone. Sin embargo, una vez finalizado, el tema sí fue incluido.
«The Hardest Part» es una balada en la que el piano tiene una fuerte presencia. Comienza con un repetitivo ostinato de dos notas y presenta una instrumentación de guitarra eléctrica y batería, que marca un tempo pausado. Finaliza con la banda tocando repetidamente estos ostinatos hasta que el sonido desaparece. Su letra describe un hombre con el corazón roto, lamentándose haber dejado pasar una oportunidad importante con el verso «And the hardest part/Was letting go, not taking part» («Y la parte más difícil/fue dejar[lo] ir, no tomar parte»). Según la partitura publicada en Musicnotes, está en la tonalidad de si♭ mayor, es decir, en su armadura de clave figuran mi♭ y si♭, está escrita en el compás de 4/4 y el total del registro vocal abarca dos octavas, desde si♭3 a si♭5. Además, está escrita para piano, guitarra y voz.

## Lanzamiento
Coldplay lanzó «The Hardest Part» en Estados Unidos y el Reino Unido el 3 de abril de 2006 como el cuarto sencillo de X&Y. Su lado B es «How You See the World», grabado en directo en el centro de convenciones londinense Earls Court. La versión internacional estuvo disponible en el Reino Unido el 19 de junio de 2006. Sencillos regionales se lanzaron en Canadá, Europa, Australia y se puso a la venta una edición diferente en Taiwán. Se comercializaron sencillos promocionales en Estados Unidos y el Reino Unido. La canción llegó al puesto número 37 en la lista de Billboard Hot Adult Contemporary Tracks. Aunque la canción no llegase a entrar en la UK Singles Chart, al lanzarla como un tema disponible sólo en radios, ingresó al puesto 19 el 11 de mayo de 2006 en las listas italianas y estuvo una semana en ellas. Más tarde, la canción debutó en el puesto número 34 en las listas de Nueva Zelanda el 21 de agosto de 2006. Una versión en directo interpretada en piano de la canción apareció en el álbum en vivo de la banda LeftRightLeftRightLeft (2009). Su carátula consiste en una sucesión de figuras geométricas coloridas y en escala de grises sobre un fondo violeta. Esas figuras son una representación del código Baudot, desarrollado por el francés Émile Baudot y constituye un medio de comunicación ampliamente usado en la comunicación marina y terrestre.

### Recepción

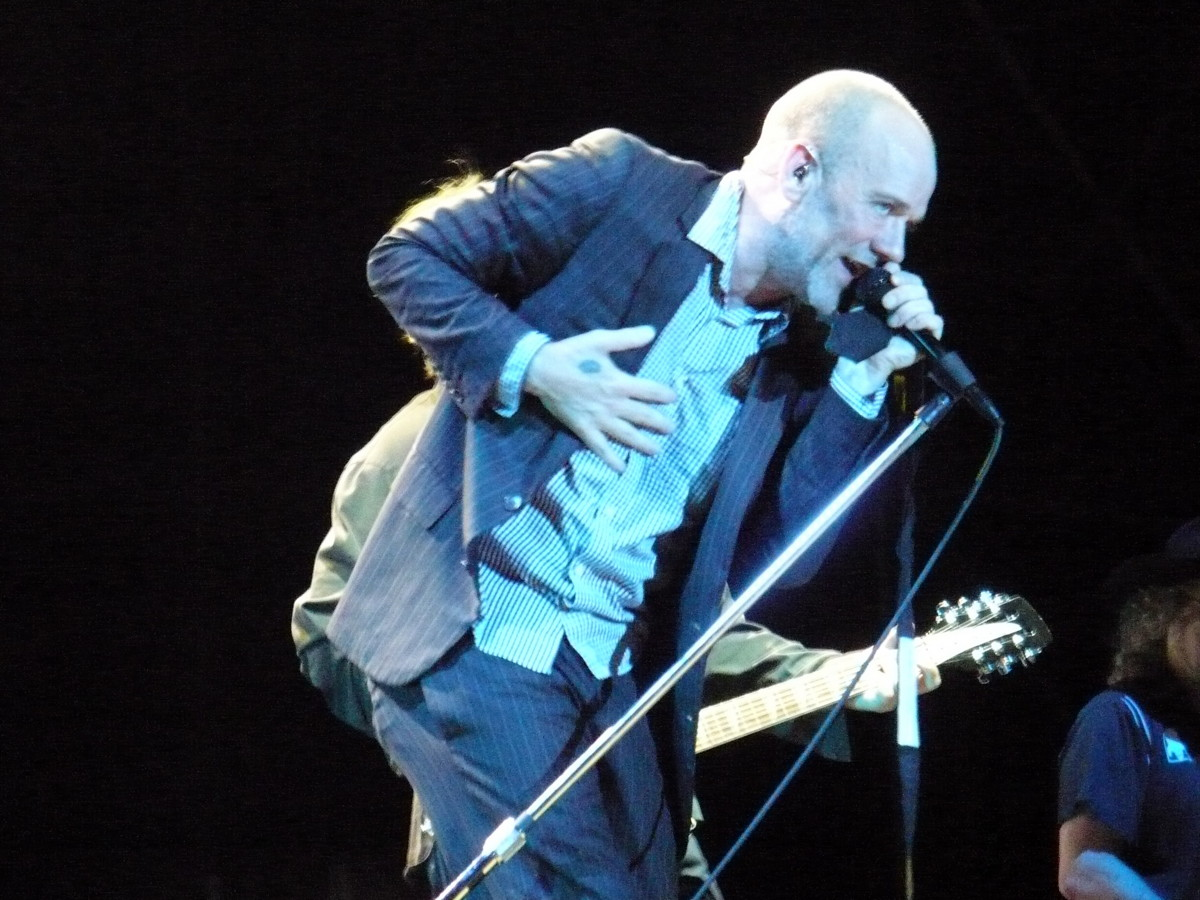
La crítica de The Herald Sun comentó que la canción sonaba como si «The Smiths se juntara con R.E.M».

La canción recibió por lo general críticas positivas. En la reseña del álbum de Entertainment Weekly, el crítico David Browne comentó que la canción «está plagada del sentimiento de arrepentimiento y de [haber] dejado ir [una situación] que ya habíamos escuchado en la banda antes, pero con mayor músculo musical». Michael Hubbard de MusicOMH afirmó que «"A Message" y "The Hardest Part" suenan como compañeras, ambas [son] grandes canciones». El crítico Kelefa Sanneh, de la revista Rolling Stone, comentó que la canción «se vuelve menos atrapante a medida que trascurre». Adrien Begrand de PopMatters comentó que la canción imita «el estilo pop de R.E.M». Cameron Adams de The Herald Sun expresó que la canción sonaba como si «The Smiths se juntara con R.E.M». Sin embargo, la crítica de Shaking Through comentó que «[…] la guitarra cantarina de 'The Hardest Part' y las evocaciones a U2 en el estribillo de 'White Shadows' son fugaces, [poseen] versos corrientes y su letra habla de sentimientos notablemente genéricos». La revista Stylus afirmó que «"The Hardest Part", tan lograda y bonita, es la insipidez personificada y pudo haber surgido de una máquina […] programada para escribir una canción de Coldplay».

## Video promocional
El video musical de «The Hardest Part» se lanzó el 10 de abril de 2006. Las imágenes del video corresponden a un episodio de la serie televisiva Attitudes, transmitida por el canal Lifetime en el período que abarca desde 1985 a 1991. Se lo editó digitalmente para que, por efectos de raccord , parezca que Coldplay está interpretando la canción a un costado del escenario donde una pareja de bailarines ejecutan su danza. Allí aparece también la actriz estadounidense Linda Dano, quien interpretó al personaje Felicia Gallant en la telenovela Another World y fue dirigido por Mary Wigmore.

## Lista de canciones
| Sencillo en CDParlophone 0946 363243 2 6 |                                                 |          |  |
| N.º                                      | Título                                          | Duración |  |
| 1.                                       | «The Hardest Part»                              | 4:25     |  |
| 2.                                       | «How You See The World» (Live From Earls Court) | 4:14     |  |

| CD PromocionalParlophone CDRDJ6687 |                                        |          |  |
| N.º                                | Título                                 | Duración |  |
| 1.                                 | «The Hardest Part» (Tom Lord Alge Mix) | 4:25     |  |

## Posiciones en las listas
| Lista (2006)                            | Posición más alta |
| --------------------------------------- | ----------------- |
| Australia                               | 40                |
| Países Bajos                            | 39                |
| Italia                                  | 19                |
| Nueva Zelanda                           | 28                |
| Suecia                                  | 44                |
| Bélgica                                 | 48                |
| Polonia                                 | 8                 |
| Billboard Hot Adult Contemporary Tracks | 37                |